# Ferdinando Bonaventura von Harrach
Ferdinando Bonaventura von Harrach, noto anche come Ferdinand Bonaventura II (Gmunden, 11 aprile 1708 – Vienna, 28 gennaio 1778), è stato un generale e politico austriaco.

## Biografia

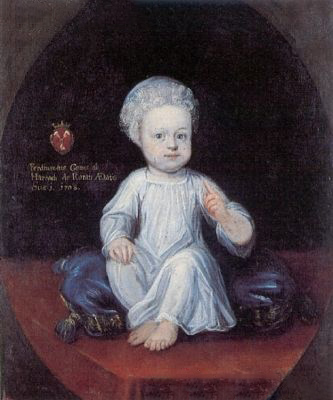
Il piccolo Ferdinando Bonaventura von Harrach

Ferdinand Bonaventura von Harrach II nacque l'11 aprile 1708, figlio minore del conte Aloys Thomas Raimund von Harrach (1669-1742) e della sua seconda moglie, Anna Cecilia von Thanhausen, già vedova di un precedente matrimonio.
Intrapresa ancora giovane la carriera diplomatica civile, divenne ben presto consigliere di stato e poi consigliere segreto dell'Imperatore. Nel mese di ottobre del 1744 venne scelto come commissario imperiale per l'arcivescovato di Salisburgo in occasione dell'elezione del nuovo successore alla cattedra episcopale della città austriaca. Era quello un periodo non facile per la politica estera ed interna dell'Impero: L'Austria era infatti in guerra con la Baviera che con Carlo VII contestava apertamente l'elezione di Maria Teresa d'Austria e come tale l'influsso dell'Harrach risultò fondamentale per far eleggere Jakob Ernst von Liechtenstein-Kastelkorn, favorevole alla causa asburgica e già arcivescovo di Olomouc.
Per questa sua abilità diplomatica già il 13 gennaio 1745 Ferdinand venne nominato Feldmaresciallo e dal 1745 al 1750 ricoprì ufficialmente la carica di governatore della parte superiore della Bassa Austria. Nell'ottobre del 1746 divenne ministro plenipotenziario per conto dell'Imperatrice Maria Teresa, partecipando anche al Congresso di Breda, nel quale curò personalmente gli interessi dell'Austria.
Richiamato in patria, nell'agosto del 1747 venne nominato Governatore generale del Ducato di Milano, giungendo a Milano nel settembre di quello stesso anno. Quando assunse le redini del nuovo governatorato, trovò uno Stato estremamente impoverito dalle eccessive tassazioni imposte dai suoi predecessori e dalle devastazioni delle guerre, a tal punto che la stessa sopravvivenza del governo austriaco sembrava messa in discussione. Egli si preoccupò pertanto di liberare dai gioghi inutili delle tasse il commercio, favorendo in particolare l'industria alimentare del milanese.
Concluse trattati con gli stati confinanti, che di conseguenza non divennero più rifugi di ladri e assassini che poi si riversavano in Lombardia, diminuendo drasticamente anche il rischio di crimini. In soli tre anni, von Harrach riuscì a risollevare in maniera eccellente le sorti del milanese e nel settembre del 1750 dovette lasciare il proprio incarico trasferendosi a Vienna. La morte di suo fratello lo provò fortemente. Venne nominato cavaliere del Toson d'Oro, divenendo poi presidente della corte di giustizia e a partire dal 1751 divenne presidente dell'Hofrath.
Ferdinand Bonaventura von Harrach morì a Vienna il 28 gennaio 1778, senza lasciare eredi dal momento che il suo matrimonio con Marie Elizabeth von Gallas, figlia del viceré di Napoli, il conte Johann Wenzel von Gallas, non aveva prodotto figli.

## Discendenza
Ferdinando Bonaventura von Harrach e sua nipote Maria Rosa di Harrach-Rohrau ebbero due figlie:
- Maria Eleonore (12 giugno 1757 - 13 febbraio 1758);
- Maria Rosa (Vienna, 25 novembre 1758 - Vienna, 31 marzo 1814), con il marito Joseph Kinsky von Wchinitz und Tettau ebbe due figlie e due figli.

## Stemma
| Image | Stemma |
| ----- | --- |
| \| \| | Ferdinando Bonaventura von Harrach Conte di Harrach, Feldmaresciallo del Sacro Romano Impero, Cavaliere dell'Ordine del Toson d'oro |
|       | |